# Кимзе (Германия)
Кимзе (нем. Chiemsee) — община в Германии, в земле Бавария. Расположена на островах озера Кимзе: Херренкимзе (или Херренинзель — Мужской остров), Фрауенинзель (или Фрауенинзель — Женский остров) и Краутинзель (Травяной остров; читается без смягчения «т»: /кра́утъи́нзель/).

## Административное подчинение
Подчиняется административному округу Верхняя Бавария. Входит в состав района Розенхайм. Подчиняется административному сообществу Брайтбрунн-ам-Кимзе.

## Население
Кимзе занимает площадь 2,57 км² и является самой маленькой коммуной Баварии по площади. Население — 311 человек (на 2010 год); это вторая с конца по численности община Баварии после Бальдершванга.
Основную часть территории Кимзе составляет остров Херренкимзе (2,4 км²), на котором располагается одноимённый дворец, построенный в 1878 году баварским королём Людвигом II. Большинство населения проживает на острове Фрауенинзель (0,12 км²), на котором также находится древний женский монастырь ордена бенедиктинцев. Небольшой островок Краутинзель необитаем.
| Год  | Численность | Численность  |
| ---- | ----------- | ------------ |
| 1875 | 311         | [ 4 ]        |
| 1925 | 464         | [ 5 ]        |
| 1950 | 713         | [ 6 ]        |
| 1970 | 642         | [ 7 ]        |
| 1975 | 520         | [ 8 ]        |
| 1987 | 431         | [ 9 ]        |
| 2011 | 245         |              |
| 2012 | 245         | [ 10 ]       |
| 2013 | 238         | [ 10 ]       |
| 2014 | 225         | [ 10 ]       |
| 2015 | 232         | [ 10 ]       |
| 2016 | 235         | [ 10 ]       |
| 2017 | 231         | [ 10 ] [ 1 ] |
| 2019 | 211         | [ 11 ]       |
| 2021 | 191         | [ 12 ]       |
| 2022 | 228         | [ 13 ]       |
| 2023 | 220         | [ 2 ]        |